# Vernik
Vernik (hr.: Vjernik) je, kronološki gledano, treći roman u trilogiji Vreme zla srpskog književnika Dobrice Ćosića, objavljen 1990. godine.

## O djelu
Kao i u prethodna dva nastavka, Grešniku i Otpadniku, Ćosićevi junaci su Ivan, Milena i Vukašin Katić, zatim Bogdan i Vladimir Dragović, Miško, Nađa, Boro Luković i Petar Bajević.
U romanu se obrađuje razdoblje od povratka Bogdana Dragovića u Jugoslaviju, preko Travanjskog rata, do pada Užičke republike. Roman je posljednja pojava Vukašina Katića, protagoniste Vremena smrti i Korena, kao i Bogdana Dragovića i Petra Bajevića.

## Vanjske poveznice
- Ćosić, D. Vernik I. BIGZ, 1984. Beograd
- Ćosić, D. Vernik II. BIGZ, 1984. Beograd